# Frederik van de Poll
Frederik (Fredrik) van de Poll (Bloemendaal, 28 september 1780 – Utrecht, 13 november 1853) was een Nederlands politicus.

## Levensloop
Van de Poll was lid van een voorname Amsterdamse regentenfamilie. Hij bekleedde vanaf 1814 bestuurs- en belastingfuncties in Noord-Holland en werd lid van de Stedelijke Raad van Amsterdam. In 1826 werd hij Tweede Kamerlid, een functie die hij enige tijd (tot zijn ontslag als Kamerlid in 1829) combineerde met het burgemeesterschap van de gemeente Amsterdam. In 1836 vroeg hij ontslag aan vanwege kritiek op zijn optreden in het Soeploodsoproer, waarbij huizenbezitters de straat opgingen. Van de Poll had weinig 'voorzorg en veerkracht' getoond. De hoofdcommissaris Samuel Iperusz. Wiselius lag eveneens onder vuur, maar kon aanblijven. Van de Poll keerde in 1839 terug in het parlement en stak de eerste spade in de grond voor de drooglegging van de Haarlemmermeer. Hij werd in 1840 benoemd tot gouverneur van de provincie Utrecht. Thorbecke vond hem te conservatief en ontsloeg hem in 1850, ondanks zijn populariteit in Utrecht. Tot 1848 had hij als titel 'gouverneur'; daarna kreeg hij als titel 'commissaris van de Koning'.
- Biografisch Portaal: 38244276
- Digitale Bibliotheek voor de Nederlandse Letteren: poll020
- International Standard Name Identifier: 0000 0003 9089 3924
- Nederlandse Thesaurus van Auteursnamen: 070519994
- Parlement.com: vg09llsp1hww
- Virtual International Authority File: 284644715
- WorldCat: E39PBJxrWWMYvCdmkCxMVRWv73